# Sapore di sale
(Testo riportato nel retro della copertina del 45 giri)
 Sapore di sale è un brano musicale scritto da Gino Paoli e pubblicato per la prima volta nel singolo Sapore di sale/La nostra casa, del 1963 (pubblicato su etichetta RCA Italiana) e poi nell'album Basta chiudere gli occhi l'anno seguente. 
Vincitore del Disco d'oro, è stato il maggiore successo dell'artista ed è «divenuto a tutti gli effetti un classico intramontabile della musica italiana».
Il brano partecipò al Cantagiro 1963 e il singolo raggiunse il primo posto delle classifiche in Italia.

## Storia

### Composizione e ispirazione
(Gino Paoli)
Come raccontato dallo stesso Paoli, Sapore di sale era nata a Capo d'Orlando, "in una casa deserta vicino a una spiaggia deserta", dove l'autore si trovava per tenere dei concerti in un locale con il suo gruppo e, su invito dei proprietari, i baroni Milio, rimase ospite per quindici giorni. La casa si trova nella baia di San Gregorio.
Paoli ha negato le voci secondo cui Stefania Sandrelli avrebbe ispirato la canzone.
Sulla rivista musicale “Vinile” n. 12 Renzo Stefanel ha fatto un confronto dettagliato fra Sapore di sale e Le Rock de Nerval ” di Serge Gainsbourg pubblicato il 5 aprile del 1961 nell'album L'Étonnant Serge Gainsbourg, riscontrando che le due melodie che compongono la strofa e il ritornello sono molto simili a quelle del successo di Paoli.

## Testo
(Sapore di sale (1963))
Il testo descrive una tipica giornata di vacanza al mare, in cui l'uomo se ne sta a prendere il sole in spiaggia, mentre la sua compagna si tuffa in acqua per poi uscire e sdraiarsi vicino a lui, e dove i giorni trascorrono pigramente, differenziandosi totalmente dal "mondo reale", fino a quando non arriverà tristemente la fine della vacanza.

## Staff artistico
- Gino Paoli (voce)
- Ennio Morricone (arrangiamento e direzione dell'orchestra)
- Gato Barbieri (sassofono)

## Classifiche
| Paese  | Posizione massima | Nr. di settimane |
| ------ | ----------------- | ---------------- |
| Italia | 1                 |                  |

## Cover
Tra gli interpreti che hanno eseguito cover di Sapore di sale, figurano (in ordine alfabetico):
- Jerry Adriani (1964)
- Pino Calvi
- Tonino Carotone (2000)
- Jimmy Fontana (2006), compilation Musica da mare (Azzurra Music, TBP11356)
- Orlando L. Johnson (Lato B2 del 45 giri Goodnight Tonight/L'avventura/Sapore di sale[13])
- Bruna Lelli (1979) nell'album di cover Bruna Lelli[14](Pathos – MC7 1339)
- Fermo Lini
- Fredy Mancini  (1975; nell'album di cover Ti ricordi? N.1
- Gino Paternostro
- Rita Pavone con Victor e il suo V Sound (1975), 45 giri (RCA Italiana, TPBO 1143); album Rita per tutti! (RCA Italiana, TPL1 1164)
- Perturbazione (2006)
- Skiantos (1984; nell'album Ti spalmo la crema
- Ornella Vanoni (con Gino Paoli)

### Versioni in altre lingue
in spagnolo
Gino Paoli ebbe un discreto successo in Spagna dove, nell'ottobre del 1964, raggiunse l'8º posto nella hit parade
- 1963, Gloria Aguirre, Sabor a sal (Odeon Pops, BO - 1047) (Bolivia)[16]
- 1964, Jimmy Santi, (Sabor a sal) nella compilation Recordando con la Nueva Ola (Audio Digital Records Inc) (Messico)
- 1964, Carlos González, (Sabor a sal), testo di Ortuzar, (Demon – SD 019) (Cile)
- 1964, Silvana Velasco con il titolo in italiano, (Spagna) (Zafiro, Z-E 564)
- 1964, Los Catinos con il titolo in italiano, (Spagna), (Vergara, 35.0.080 C), inserita nell'album del 1991 Canciones románticas (Perfil, LP-33421)
- 1999, Paolo Meneguzzi nell'album Emociones (WEA, 398429880-2)

in portoghese
- 1963, Ed Wilson, con il titolo Sabor de sal (RCA Victor, LC-6028), (Brasile)

in inglese
- 1964, Steve Perry[17]

in croato
- 1964, Arsen Dedić, (Okus soli), testo di Arsen Dedić, nell'album del 1981 Arsenal (Jugoton, CAY 1011) pubblicato in Iugoslavia

### Versioni strumentali
- 1975, George Saxon (1975; versione strumentale nell'album A Saxophone Around The World[18])
- 1983, Richard Clayderman (nell'album A come amore)[19]
- 2006, Fausto Papetti

## Il brano nella cultura di massa

### Citazioni in altri brani
- Il ritornello del brano è ripreso nel disco revival dei Santarosa Souvenir[senza fonte].
- Il titolo Sapore di sale è citato nel brano del rapper genovese Moreno Sapore d'estate.[20]

### Il brano nel cinema e nelle fiction
- Il brano è stato inserito nel film del 1963, diretto da Mauro Morassi e con protagonisti Vittorio Gassman e Jean-Louis Trintignant, Il successo.[21]
- Al titolo del brano si rifanno chiaramente i titoli dei film, diretti rispettivamente da Carlo Vanzina e da Bruno Cortini, Sapore di mare (1982) e Sapore di mare 2 - Un anno dopo (1983). Sapore di sale è anche la sigla iniziale del secondo capitolo, in cui compare anche Gino Paoli, che poi interpreta il brano live nella scena finale.[22]
- Il brano è citato nel film del 1984 Bianca, diretto e interpretato da Nanni Moretti.
- Il brano è citato in una scena del secondo episodio del film del 1989, diretto da Neri Parenti, Fratelli d'Italia: nell'episodio, il personaggio Roberto Marcolin (interpretato da Jerry Calà) improvvisa un jingle pubblicitario per la sua ditta di panettoni, la "Sauli", dove "Sapore di sale" diventa appunto "Sapore di Sauli".
- Il brano è stato inserito nel film del 2004, diretto da François Ozon, CinquePerDue - Frammenti di vita amorosa.[21]
- Il brano è stato inserito anche nel film del 1983 Fantozzi subisce ancora, quarto capitolo della saga "fantozziana".

### Pubblicità
- Il brano fu utilizzato in alcuni spot televisivi della Pavesi[4] e in altri che pubblicizzavano tonno in scatola dei marchi Rio Mare (negli anni '80) e As do Mar (anni '00 e '10). Nel 2018 è stato anche utilizzato per lo spot di Costa Crociere con la partecipazione di Penélope Cruz[23].